# 桑氏美體鰻
桑氏美體鰻，又稱桑氏錐體糯鰻（學名：Ariosoma sanzoi），為輻鰭魚綱鰻鱺目糯鰻科的其中一個種，分布於西印度洋紅海海域，為底棲性魚類，肉食性，生活習性不明。